# Ceratozetes simulator
Ceratozetes simulator är en kvalsterart som beskrevs av Pérez-Íñigo 1970. Ceratozetes simulator ingår i släktet Ceratozetes och familjen Ceratozetidae. Inga underarter finns listade i Catalogue of Life.